# Landgericht Lauenstein

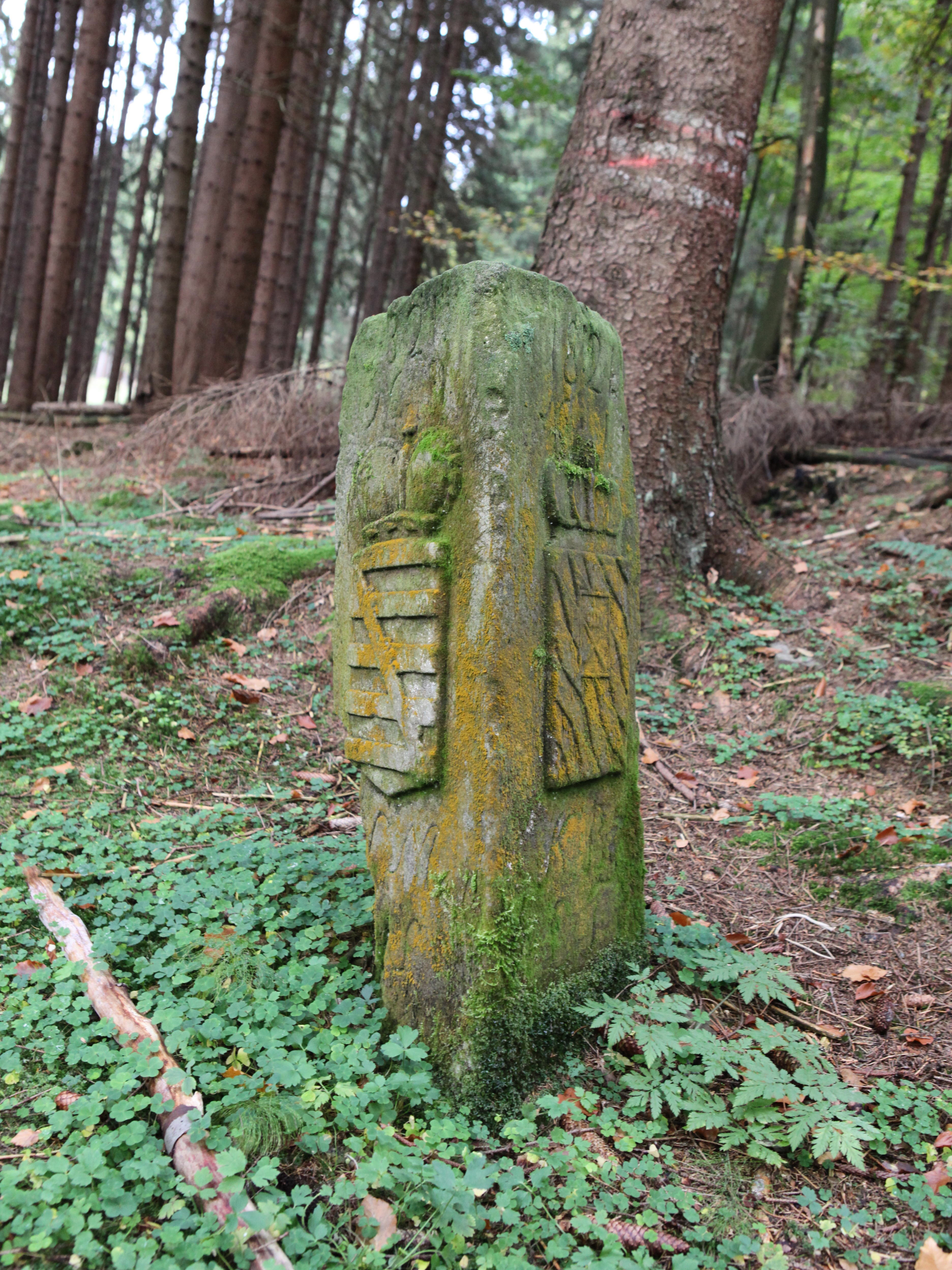
Grenzstein von 1821: bezeichnet mit KB (Königreich Bayern) und LL (Landgericht Lauenstein) auf der Nordostseite, KB (Königreich Bayern) und LT (Landgericht Teuschnitz) auf der Südostseite, dem Wappen des Herzogtums Sachsen-Meiningen und SM (Sachsen-Meiningen) und AS (Amt Sonneberg) auf der Westseite.

Das Landgericht Lauenstein war ein von 1803 bis 1837 bestehendes bayerisches Landgericht älterer Ordnung mit Sitz in Lauenstein, heute Stadtteil von Ludwigsstadt im Landkreis Kronach. 

## Geschichte
Im Jahr 1803 wurde im Verlauf der Verwaltungsneugliederung Bayerns das Landgericht Lauenstein errichtet. Dieses wurde nach der Gründung des Königreichs Bayern dem Mainkreis zugeschlagen. Im Jahr 1837 wurde der Sitz des Landgerichts Lauenstein nach Ludwigsstadt verlegt.

## Struktur

### Steuerdistrikte
Im Rahmen des Gemeindeedikts wurde 1808 das Landgericht in 11 Steuerdistrikte untergliedert, die dem Rentamt Lauenstein unterstanden (ab 1815 Rentamt Rothenkirchen):
- Buchbach mit Kehlbach;
- Friedersdorf mit Friedersdorfermühle;
- Hirschfeld mit Aumühle, Berghof und Förtschendorf;
- Langenau mit Alexanderhütte, Kleintettau, Sattelgrund bei Tettau, Sattelgrund (Massemühle), Schauberg, Tettaugrund und Wildberg;
- Lauenstein mit Ebersdorf, Falkenstein, Fischbachsmühle, Katzwich, Spitzberg, Springelhof, Steinbach an der Haide, Steinbachsmühle und Unterneuhüttendorf;
- Ludwigsstadt mit Lauenhain, Leinenmühle, Oberneuhüttendorf, Ottendorf, Thünahof und Ziegelhütte;
- Marienroth mit Brauersdorf, Marienrothermühle und Rauschenberg;
- Reichenbach mit Haßlach;
- Rothenkirchen mit Haidelsmühle, Hessenmühle, Kohlesmühle, Obere Mühle, Pressig und Romigsschneidmühle;
- Welitsch mit Keimenschneidmühle und Welitscher Schneidmühle;
- Windheim mit Kohlmühle, Steinbach am Wald und Steinbachermühle.

### Gemeinden
Mit dem Zweiten Gemeindeedikt (1818) wurden 24 Ruralgemeinden gebildet:
- Brauersdorf;
- Buchbach;
- Ebersdorf mit Katzwich;
- Förtschendorf;
- Friedersdorf mit Friedersdorfermühle;
- Haßlach;
- Hirschfeld mit Aumühle und Berghof;
- Kehlbach;
- Kleintettau;
- Langenau mit Sattelgrund (Massemühle) und Schauberg;
- Lauenhain mit Ziegelhütte;
- Lauenstein mit Fischbachsmühle, Katzwich, Spitzberg, Springelhof und Unterneuhüttendorf;
- Ludwigsstadt mit Leinenmühle, Oberneuhüttendorf und Thünahof;
- Marienroth mit Marienrothermühle und Rauschenberg;
- Ottendorf;
- Pressig mit Haidelsmühle, Kohlesmühle und Romigsschneidmühle;
- Reichenbach;
- Rothenkirchen mit Hessenmühle und Obere Mühle;
- Steinbach an der Haide mit Falkenstein und Steinbachsmühle;
- Steinbach am Wald mit Kohlmühle und Steinbachermühle;
- Tettau mit Alexanderhütte, Sattelgrund, Tettaugrund und Wildberg;
- Welitsch mit Keimenschneidmühle und Welitscher Schneidmühle;
- Wickendorf mit Rauschenhof;
- Windheim.